# SM U-1
O SM Unterseeboot 1 foi um submarino alemão que serviu na Kaiserliche Marine durante a Primeira Guerra Mundial.

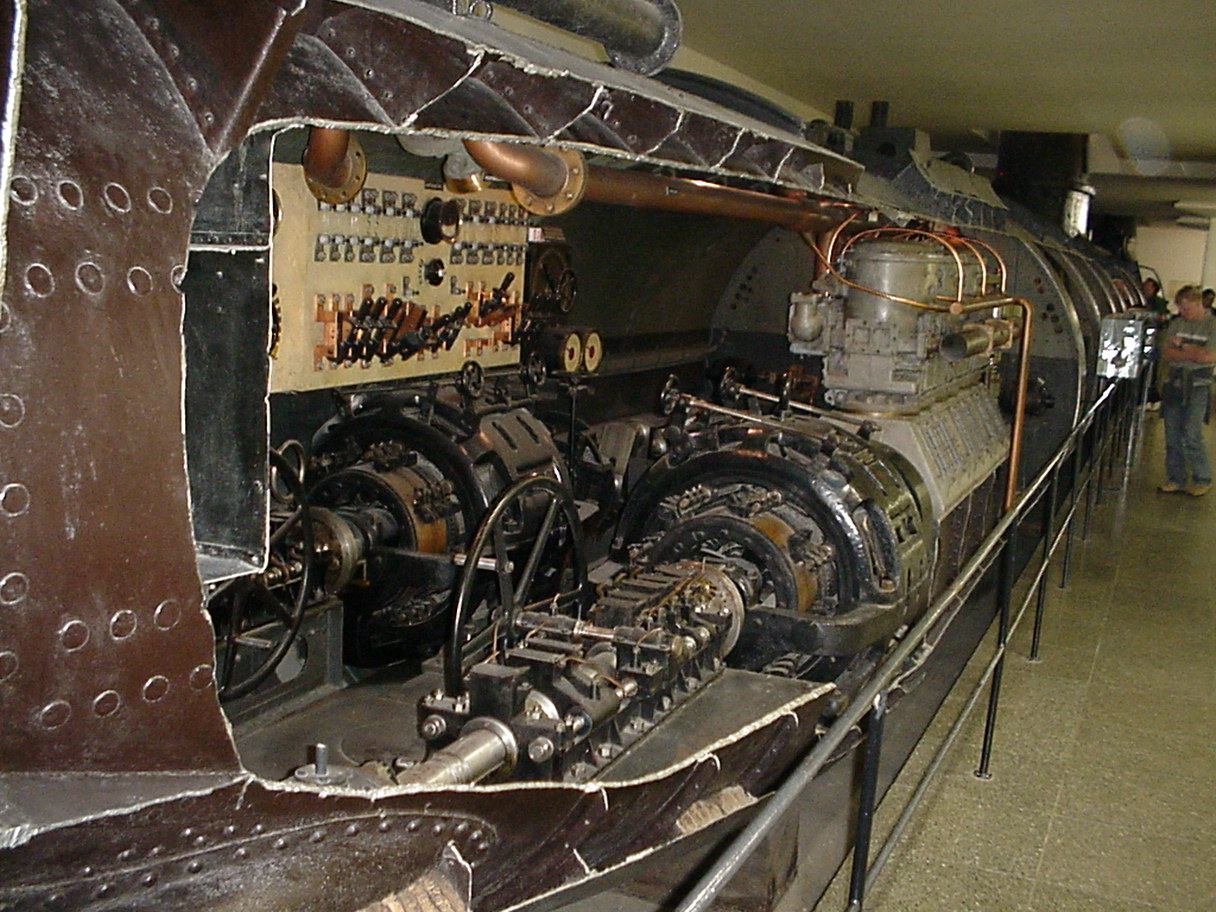
SM U-1 no Deutsches Museum.

Serviu durante toda a guerra como um submarino de treinamentos. Ao final da guerra foi descomissionado e vendido para a Germaniawerft sendo reformado e está em exposição no Deutsches Museum em Munique.

## Subordinação
- 1 de Agosto de 1914 - 11 de Novembro de 1918 - Flotilha de Treinamento.